# زازا (داغستان)
زازا (به لاتین: Zaza) یک منطقهٔ مسکونی در روسیه است که در داغستان واقع شده‌است.